# ایده‌آل‌سازی و بی‌ارزش‌سازی
در نظریه روانشناسی زمانی که یک فرد قادر به مواجهه با احساسات ناخوشایند و تلخ نیست، وضعیت دفاعی خاصی برای غلبه بر وضعیت غیر قابل تحملی که رخ داده درون فرد شکل می‎گیرد. وضعیت دفاعی مورد نظر دوپاره‌سازی نام دارد. در این وضعیت فرد موقیعت‎ها و افراد دیگر را به دو گروه خوب یا بد تقسیم می‎کند. در مکانیسم دفاعی تمامی افراد خوب در نظر گرفته می‎شوند.
ایده‌آل سازی: یک مکانیسم ذهنی است که در آن فرد ویژگی‌های مثبت را به صورت مبالغه‌آمیزی به خود یا دیگران نسبت می‎دهد.
بی ارزش‎ سازی: مکانیسمی که در آن، فرد اهداف مطلوب و خواستنی اما غیر قابل دسترس را بی ارزش و معیوب معرفی می‌کند. مانند فردی که در مصاحبه ورودی استخدام رد می‌شود، شرکت مورد نظر را بی اعتبار معرفی می‌کند. 
در دوران رشد وجود این خصیصه در کودک کاملاً طبیعی است. در طول دوران رشد، کودک قادر به درک دیگران به عنوان ساختارهای پیچیده‎ای که دارای مولفه‌های خوب و بد هستند، می‎شود. چنانچه در این دوران کودک با آسیب، حادثه یا ضربه‎ای مواجه شود ممکن است این مکانیسم دفاعی در وی به صورت توسعه نیافته در بزرگسالی باقی بماند.

## همچنین نگاه کنید
- Borderline personality disorder
- Cognitive dissonance
- Cycle of abuse
- Discrediting tactic
- Histrionic personality disorder
- Love bombing
- Madonna-whore complex
- Minimisation (psychology)
- Narcissistic elation
- Narcissistic personality disorder
- Superficial charm
- Traumatic bonding